# Алтынташ (Башкортостан)
Алтынта́ш (баш. Алтынташ) — деревня в Учалинском районе Башкортостана России. Входит в Ильчигуловский сельсовет.

## География
Расстояние до:
- районного центра (Учалы): 73 км,
- центра сельсовета (Ильчигулово): 16 км,
- ближайшей железнодорожной станции (Алтын-Таш): 0 км.

## История
До 10 сентября 2007 года называлась Деревней станции Алтын-Таш.

## Население
| 2002 | 2009 | 2010 |
| ---- | ---- | ---- |
| 40   | ↘25  | ↘13  |